# Orlando Peralta
Orlando Amadeo Peralta, detto Pocho (8 febbraio 1930 – 27 novembre 2010), è stato un cestista argentino.

## Carriera
Con l'Argentina ha disputato i Campionati mondiali del 1959.